# Sarandí
Sarandí è una città argentina della Provincia di Buenos Aires. Situata a sud della capitale, fa parte del Partido di Avellaneda. Secondo il censimento condotto nel 2001, conta 60 572 abitanti.

## Storia
Venne fondata nel 1508 con il nome di un arbusto locale con proprietà medicinali (Phyllanthus sellowianus). Dal XIX secolo si caratterizza per il vino  prodotto a partire dagli immigranti italiani  oriundi di Genova nelle Quintas de Sarandí (Fattorie di Sarandí) ( 34°40′10″S 58°18′58″W ) produttrici dil chiamato vino della costa.

## Sport
La principale società calcistica della località è l'Arsenal Fútbol Club, che vanta numerosissime partecipazioni alla massima divisione argentina: ha vinto il titolo nazionale nel 2012 e nel 2007 si è aggiudicata la Coppa Sudamericana.